# Maultasche

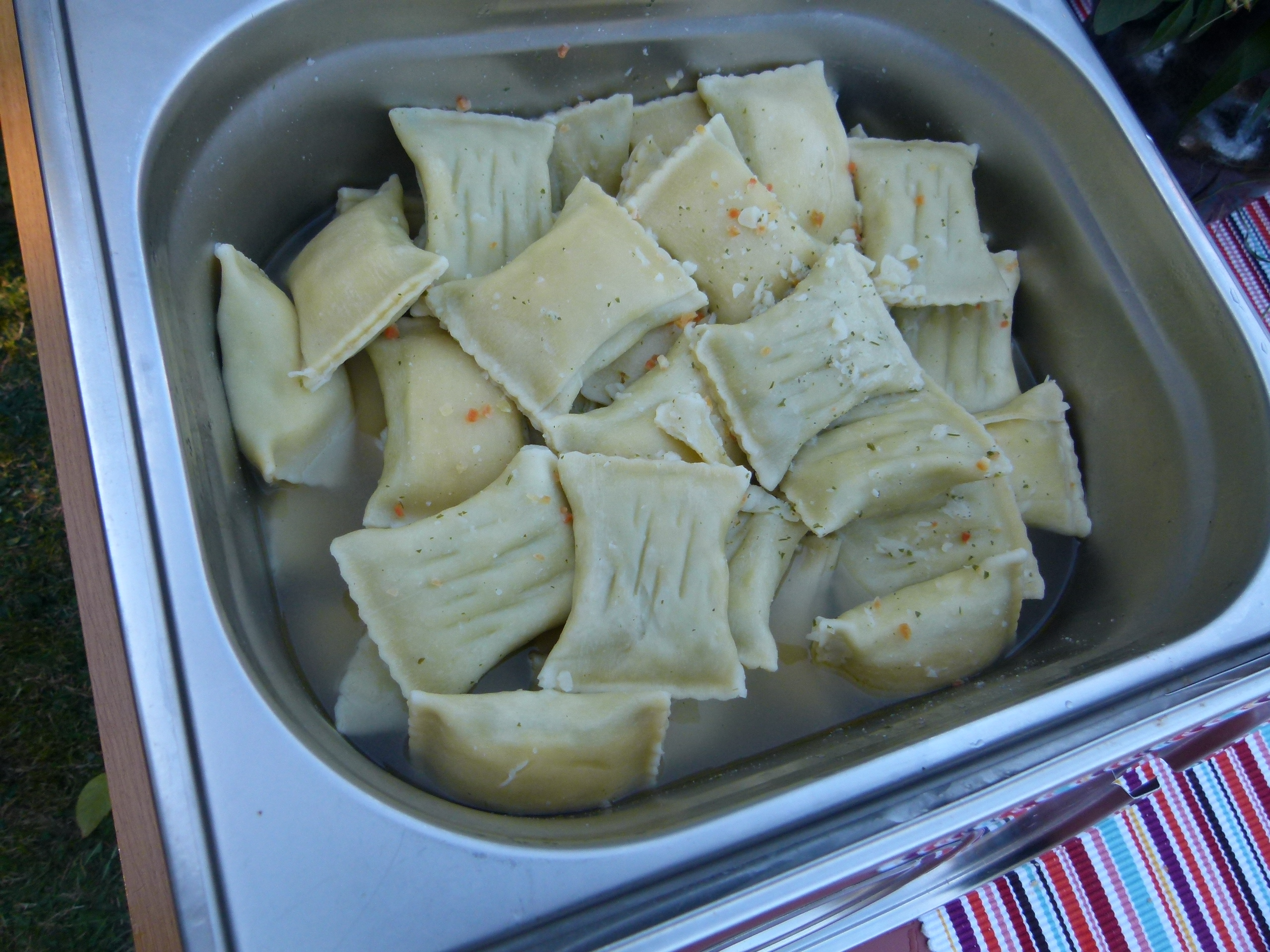
Zwabische Maultaschen

Maultaschen (enkelvoud Maultascheⓘ) is een traditioneel Duits gerecht dat ontstaan is in Zwaben (in Baden-Württemberg). Het bestaat uit een buitenlaag van deegwaar met een vulling van gehakt, gerookt vlees, spinazie, broodkruimels en uien, gekruid met bijvoorbeeld peper, peterselie en nootmuskaat. Maultaschen gelijken op Italiaanse ravioli maar zijn vierkant of rechthoekig en typisch groter, 8 tot 12 cm groot.
Op 22 oktober 2009 werden de maultaschen door de Europese Unie erkend als een regionale specialiteit.